# 삼성 갤럭시 엑스커버
삼성 갤럭시 엑스커버(samsung GALAXY X cover)는 삼성전자가 제조/판매하는 스마트폰이다.삼성 갤럭시 엑스커버는 2014년 8월 1일에 정식 출시했다.

## 운영체제/소프트웨어

### 안드로이드2.3 진저브레드
안드로이드 2.3 진저브레드를 탑재하여 출시했다.

## 같이 보기
- 삼성 갤럭시